# Украинский миротворческий контингент в Мали
Украинский миротворческий контингент в Мали — подразделение вооружённых сил Украины, действовавшее в составе миротворческого контингента ООН в Мали.

## История
После военного переворота в Мали весной 2012 года, 11 января 2013 года Франция начала на территории страны военную операцию "Сервал". 25 апреля 2013 года Совет Безопасности ООН принял резолюцию № 2100 о проведении комплексной операции по стабилизации обстановки в Мали (MINUSMA).
Несмотря на увеличение группировки сил ООН в Мали, летом 2013 года положение в стране оставалось сложным и руководство ООН интересовалось возможностью привлечения к операции других стран мира. 1 июля 2013 года министр обороны Украины П. В. Лебедев сообщил о поступившем от ООН предложении принять участие в операции в Мали.
После того, как в августе 2013 года правительство Нигерии вывело из Мали свой миротворческий контингент (1200 военнослужащих), общая численность войск ООН сократилась (до 5800 человек к 2014 году) и обстановка в стране ухудшилась. Руководство ООН обратилось с просьбой к мировому сообществу выделить в Мали дополнительные силы.
Весной 2014 года начались боевые действия на востоке Украины, в которых были задействованы вооружённые силы Украины. Участие в заграничных операциях было свёрнуто, летом-осенью 2014 года часть личного состава и техники вернули на Украину. Однако в дальнейшем, после подписания Минских соглашений характер боевых действий изменился и линия фронта на Донбассе стабилизировалась.
29 марта 2018 года постоянный представитель Украины при ООН Владимир Ельченко выступил с заявлением, что Украина готова участвовать в миротворческой миссии ООН в Мали. 9 января 2019 года президент Украины Петр Порошенко подписал указ о участии в миссии ООН и отправке в состав миссии MINUSMA миротворческого контингента численностью до двадцати военнослужащих вооружённых сил Украины (хотя операция в Мали считалась одной из самых опасных миссий ООН).
22 июля 2019 заместитель начальника главного управления военного сотрудничества и миротворческих операций генштаба ВСУ полковник В. В. Левчик сообщил, что первая группа украинских миротворцев в составе пяти человек «приступила к выполнению заданий миссии ООН по стабилизации в Мали». В дальнейшем, их численность была увеличена до 12 человек, а затем — до полной штатной численности (авиаотряд из 20 военнослужащих и шести транспортных вертолётов Ми-8).
24 февраля 2022 года вооружённые силы России, ДНР и ЛНР перешли в наступление. Положение Украины осложнилось, и 7 марта 2022 года президент Украины Владимир Зеленский подписал указ о возвращении всех миротворцев. В мае 2022 года авиаотряд из Мали был возвращён на Украину.
30 июня 2023 года Совет Безопасности ООН единогласно принял резолюцию о завершении миссии ООН в Мали.
В августе 2024 года правительство Мали разорвало дипломатические отношения с Украиной.

## Потери
По официальным данным ООН, за период с начала операции 25 апреля 2013 года до 31 августа 2022 года в ходе операции MINUSMA в Мали погибли 288 миротворцев ООН (и граждан Украины среди них не имелось).
Однако в перечисленные выше потери не включены потери «контрактников» ООН.
- 7 августа 2015 года группа террористов совершила нападение на отель "Byblos" в городе Севаре в центральной части Мали. Погибли 12 человек, в том числе пять «контрактников» MINUSMA (водитель - гражданин Мали и четыре иностранца - гражданин Непала, гражданин ЮАР и два гражданина Украины)[13][14].
- 15 июня 2023 года в аэропорту города Гао порывом сильного ветра был перевёрнут и разломан на части совершивший посадку транспортный вертолёт Ми-8МТВ-1 украинской государственной авиакомпании «Хорiв-Авiа» (бортовой номер UR-HLH), зафрахтованный миссией ООН в Мали (MINUSMA) для выполнения транспортных перевозок. Погибших не имелось, но все 11 находившихся на борту человек были травмированы[15].